# HD 50648
HD 50648 è una stella gigante rossa di magnitudine 6,44 situata nella costellazione del Cane Maggiore. Dista 830 anni luce dal sistema solare.

## Osservazione
Si tratta di una stella situata nell'emisfero celeste australe; grazie alla sua posizione non fortemente australe, può essere osservata dalla gran parte delle regioni della Terra, sebbene gli osservatori dell'emisfero sud siano più avvantaggiati. Nei pressi dell'Antartide appare circumpolare, mentre resta sempre invisibile solo in prossimità del circolo polare artico. Essendo di magnitudine pari a 6,4, non è osservabile ad occhio nudo; per poterla scorgere è sufficiente comunque anche un binocolo di piccole dimensioni, a patto di avere a disposizione un cielo buio.
Il periodo migliore per la sua osservazione nel cielo serale ricade nei mesi compresi fra dicembre e maggio; nell'emisfero sud è visibile anche all'inizio dell'inverno, grazie alla declinazione australe della stella, mentre nell'emisfero nord può essere osservata limitatamente durante i mesi della tarda estate boreale.

## Sistema stellare
HD 50648 è un sistema multiplo formato da 3 componenti. La componente principale A è una stella di magnitudine 6,44. La componente B è di magnitudine 14,0, separata da 10,4 secondi d'arco da A e con angolo di posizione di 099 gradi. La componente C è di magnitudine 14,0, separata da 20,2 secondi d'arco da A e con angolo di posizione di 247 gradi.
È anche una variabile semiregolare a lungo periodo, con la magnitudine che al massimo può arrivare a 6,2.